# Andrzej Kotarba
Andrzej Janusz Kotarba – polski chemik, profesor nauk chemicznych, profesor Uniwersytetu Jagiellońskiego specjalizujący się w katalizie, chemii materiałów i chemii powierzchni. Od 2009 roku kierownik Zakładu Chemii Nieorganicznej na Wydziale Chemii Uniwersytetu Jagiellońskiego. Autor lub współautor ponad 200 publikacji.

## Nagrody i odznaczenia
- Krzyż Kawalerski Orderu Odrodzenia Polski nadany przez prezydenta RP Andrzeja Dudę (2022)[3][4]
- Nagroda EFCAT „Francois Gault Lectureship Award” (2023)[5].